# Thord Carlsson (kulstötare)
Thord Carlsson ,  född 22 januari 1943, är en svensk före detta kulstötare och diskuskastare. Hans personliga rekord är från SM 1974 på resultatet 18,92m, i tävlingen slutade han 3:a.
Carlsson har tagit flera SM-medaljer varav fem guld inomhus. Första guldet kom 1968 på en stöt av 18,01 m. Nästa guld kom 1970 på resultatet 18,29 m. Sedan följde en stöt på 18,05 som gav honom segern 1972. År 1975 vann Carlsson på 17,60 och året därpå gjorde han en vinnarstöt på 18,17.
Med sina 190 centimeter och 120 kg lätta kropp plus bra teknik fanns det förutsättningar att kunna stöta långt, det visade han inför EM-tävlingarna i Grekland 1969. Thord Carlsson var i kanonform, gjorde nästan 19 m stillastående vilket skulle innebära 20 m med fart (glid). Men på grund av det varma vädret och genom att tagit ut all kraft på träning åkte Carlsson ut redan i kvalet.
Diskus var den andra grenen för Thord där det personliga rekordet är 53,62 m från EM-året 1969.